# Joseph Wiseman
Pour les articles homonymes, voir Wiseman.
Joseph Wiseman est un acteur canadien né le 15 mai 1918 à Montréal (Canada), mort à New York (Manhattan), le 19 octobre 2009 à l'âge de 91 ans.
Il était surtout célèbre pour avoir incarné Julius No, le méchant du tout premier film de James Bond adapté au cinéma, James Bond 007 contre Dr No.

## Biographie
Il était marié à la chorégraphe Pearl Lang, professeure de danse de Madonna.

## Filmographie

### Cinéma
- 1950 : With These Hands de Jack Arnold : Deleo
- 1951 : Histoire de détective (Detective Story) de William Wyler : Charley Gennini (burglar)
- 1952 : Viva Zapata! de Elia Kazan : Fernando
- 1952 : Les Misérables de Lewis Milestone : Genflou
- 1953 : Champ for a Day de William A. Seiter : Dominic Guido
- 1954 : Le Calice d'argent (The Silver Chalice) de Victor Saville : Mijamin
- 1955 : Le Fils prodigue (The Prodigal) de Richard Thorpe : Carmish
- 1956 : Je ne suis pas un espion (Three Brave Men) de Philip Dunne : Jim Barron
- 1957 : Racket dans la couture (The Garment Jungle) de Vincent Sherman et Robert Aldrich : George Kovan
- 1960 : Le Vent de la plaine (The Unforgiven) de John Huston : Abe Kelsey
- 1961 : Les Joyeux Voleurs (The Happy Thieves) de George Marshall : Jean Marie Calbert
- 1962 : James Bond 007 contre Dr No (Dr No) de Terence Young : Dr Julius No
- 1968 : Bye Bye Braverman de Sidney Lumet : Felix Ottensteen
- 1968 : The Night They Raided Minsky's de William Friedkin : Louis Minsky
- 1969 : Stiletto de Bernard Kowalski : Matteo
- 1971 : L'Homme de la loi (Lawman) de Michael Winner : Lucas
- 1972 : Cosa Nostra (Joe Valachi i segreti di Cosa Nostra / The Valachi papers) de Terence Young : Salvatore Maranzano
- 1974 : L'Apprentissage de Duddy Kravitz (The Apprenticeship of Duddy Kravitz) de Ted Kotcheff : Uncle Benjy
- 1975 : Le Voyage de la peur (Journey Into Fear) de Daniel Mann : colonel Haki
- 1978 : The Betsy de Daniel Petrie : Jake Weinstein
- 1979 : Buck Rogers in the 25th Century de Daniel Haller : Draco
- 1979 : Nom de code : Jaguar (Jaguar Lives!) de Ernest Pintoff : Ben Ashir
- 1986 : Seize the Day de Fielder Cook : Dr Adler

### Télévision
- 1951 : Tales of Tomorrow (série télévisée).
- 1960 : Les Incorruptibles, épisode Fille de gangster (saison 2, épisode 11).
- 1962 : La Quatrième Dimension (série télévisée), épisode L'Excentrique Monsieur Radin.
- 1967 : La Course à la vérité (The Outsider) (téléfilm) : Ernest Grimes.
- 1968 : The Counterfeit Killer (téléfilm) : Rajeski
- 1970 : Le Masque de Sheba (The Mask of Sheba) (téléfilm) : Fandil Bondalok.
- 1972 : Pursuit (en) (téléfilm) : Dr Nordman
- 1973 : Nightside (téléfilm) : Grudin.
- 1973 : If I Had a Million (série télévisée)
- 1974 : Men of the Dragon (téléfilm) : Balashev.
- 1974 : The Suicide Club (téléfilm).
- 1974 : QB VII (télésuite) : Morris Cady.
- 1975 : Zalmen: or, The Madness of God (téléfilm) : Rabbi.
- 1977 : Murder at the World Series (téléfilm) : Sam Druckman
- 1981 : Masada (télésuite) : Jerahmeel, Head Essene.
- 1983 : Rage of Angels (téléfilm) : Antonio Granelli.
- 1984 : The Ghost Writer (téléfilm) : Judge Leopold Wapter.
- 1985 : Equalizer (série televisee) Vanessi
- 1986 : Les Incorruptibles de Chicago (téléfilm) : Mr. Weisborg.
- 1986 : Magnum (série télévisée).
- 1986 : Les Incorruptibles de Chicago (série télévisée) : Manny Weisbord
- 1988 : Dans les griffes de la mafia (Lady Mobster) (téléfilm) : Victor Castle
- 1989 : MacGyver (saison 4, épisode 11 "La Bataille de Tommy Giordano") : Joe Catano

## Voix françaises
- Lucien Bryonne (1905-1968) dans Viva Zapata !
- Pierre Gay dans Le calice d'argent
- Paul-Émile Deiber (1925-2011) dans Le fils prodigue
- Jacques Berlioz (1889-1969) dans Le vent de la plaine
- Roger Tréville (1902-2005) dans James Bond 007 contre Dr No
- Serge Sauvion (1929-2010) dans Betsy